# Антипович Тарас Георгійович
Тарас Георгійович Антипович (нар. 10 липня 1978, Полтава) — український письменник, сценарист.

## Життєпис
Тарас Антипович народився й виріс в Полтаві, закінчив полтавську середню школу. Вищу освіту отримав у Львівському національному університеті імені Івана Франка на факультеті журналістики. Був журналістом у багатьох періодичних виданнях. Працював першим заступником головного редактора журналу «Сучасність».
Його перший роман «Мізерія» (2007) був відзначений Всеукраїнським рейтингом «Книжка року» як найкращий прозовий дебют. Інтерес критиків викликав також цикл оповідань «Тіло і доля» (2008).
2011 року у видавництві А-БА-БА-ГА-ЛА-МА-ГА вийшов друком фантастичний роман Антиповича «Хронос». Літературний оглядач Ірина Славінська, дала позитивну оцінку твору: 
|  | «Безперечною перевагою „Хроносу“ є навіть не опис апокаліптичного світу. Цінність тут становить тонке переосмислення реалій сьогодення. Всі епізоди та персонажі роману про майбутнє мають свою первинну матрицю в нинішньому світі. Тарас Антипович змінює їх до непізнаваності, залишає тільки головне. І навіть не це в романі найкраще. В романі „Хронос“ немає того, за що я особисто не люблю сучасні „серйозні“ романи. „Хронос“ приємно читати — він не дидактичний, не самозакоханий, без відтінку месіанства і не автобіографічний. Тобто роман точно сподобається всім, хто любить цікаві та гарно розказані історії.» |

Тарас Антипович був головним автором сценарію фільму «Чорний ворон» (2019).

## Особисте життя
Тарас Антипович одружений, виховує двох дітей. Мешкає в Києві.

## Твори
Романи
- Мізерія: повість. Київ: Нора-Друк, 2007. 208 стор. ISBN 978-966-2961-10-2
- Лох: сентиментальна повість. Київ: Мост Паблішінг, 2009. ISBN відсутній 100 стор. (лише як e-book)
- Хронос: роман. Київ: А-ба-ба-га-ла-ма-га, 2011. 200 стор. ISBN ISBN 978-617-585-009-1 (Серія «Доросла серія»)
- Помирана: роман. Київ: А-ба-ба-га-ла-ма-га, 2016. 224 стор. Київ ISBN 978-617-585-106-7

Збірки оповідань, ессе
- Тіло і доля: цикл оповідань. Київ: Факт, 2008. 160 стор. ISBN (Серія «Доросла серія»)
- Брат-гурман: новела для вільного скачування. Київ: «Піксель і піксель», 2012. 4 стор.